# Temporada da Basketligan de 2018–19
A Temporada da BasketLigan de 2018–19 é a 26.ª edição da principal competição de clubes profissionais na Suécia, sendo que o Norrköping Dolphins defende seu título.

## Equipes participantes
| Equipe              | Cidade      | Arena                | Capacidade |
| ------------------- | ----------- | -------------------- | ---------- |
| BC Luleå            | Lula        | ARCUS Arena          | 1.700      |
| Borås Basket        | Borås       | Boråshallen          | 3.000      |
| Jämtland Basket     | Östersund   | Östersunds sporthall | 1,250      |
| Köping Stars        | Köping      | Karlsbergshallen     |            |
| Norrköping Dolphins | Norrköping  | Stadium Arena        | 4.500      |
| Nässjö Basket       | Nässjö      |                      |            |
| Södertälje Kings    | Södertälje  | AXA Sports Center    | 6 000      |
| Umeå BSKT           | Uma         | Umeå Energi Arena    | 1,270      |
| Uppsala Basket      | Upsália     | Fyrishov             | 3,000      |
| Wetterbygden Stars  | Ionecopinga |                      |            |

## Tabela

### Rodadas 1 a 22
| Casa\Visitante      | LUL    | BOR     | JAM    | KOP    | NOR   | NAS    | SOD    | UME    | UPP    | WET   |
| ------------------- | ------ | ------- | ------ | ------ | ----- | ------ | ------ | ------ | ------ | ----- |
| BC Luleå            |        | 97-80   | 87-78  | 86-71  | 77-79 | 96-68  | 75-68  | 89-82  | 107-80 | 77-88 |
| Borås Basket        | 75-87  |         | 90-93  | 111-75 | 97-84 | 103-80 | 76-85  | 113-82 | 113-83 | 95-74 |
| Jämtland Basket     | 92-108 | 120-113 |        | 95-61  | 97-89 | 101-93 | 95-100 | 98-95  | 107-59 | 93-91 |
| Köping Stars        | 80-79  | 83-86   | 84-91  |        | 67-78 | 75-82  | 68-81  | 83-71  | 101-92 | 55-98 |
| Norrköping Dolphins | 76-53  | 101-63  | 89-84  | 70-65  |       | 83-68  | 72-77  | 90-73  | 97-65  | 91-71 |
| Nässjö Basket       | 85-81  | 83-88   | 108-82 | 72-69  | 84-82 |        | 82-87  | 84-92  | 113-71 | 99-86 |
| Södertälje Kings    | 93-95  | 101-93  | 97-78  | 91-77  | 89-82 | 89-81  |        | 86-75  | 105-57 | 79-73 |
| Umeå BSKT           | 78-100 | 87-106  | 81-112 | 104-83 | 72-93 | 80-71  | 73-83  |        | 111-93 | 75-81 |
| Uppsala Basket      | 59-90  | 84-113  | 87-109 | 68-70  | 81-95 | 91-78  | 70-88  | 76-91  |        | 80-89 |
| Wetterbygden Stars  | 62-74  | 80-104  | 62-93  | 86-85  | 70-85 | 77-79  | 76-80  | 102-79 | 92-56  |       |

### Rodadas 23 a 33
| Casa\Visitante      | LUL    | BOR     | JAM     | KOP    | NOR   | NAS   | SOD    | UME    | UPP    | WET    |
| ------------------- | ------ | ------- | ------- | ------ | ----- | ----- | ------ | ------ | ------ | ------ |
| BC Luleå            |        | 97:107  | 99-88   | 87-79  | 80-64 | 90-74 | 60-61  | 93-95  | 94:58  | 88-83  |
| Borås Basket        | 110-82 |         | 110-94  | 107:70 | 95-92 | 79-78 | 90:72  | 91:84  | 101-84 | 84-79  |
| Jämtland Basket     | 95-99  | 106:103 |         | 93-80  | 94:82 | 89:66 | 73:86  | 118-85 | 117-98 | 100:90 |
| Köping Stars        | 68-86  | 72-101  | 103-108 |        | 71:79 | 85:73 | 76:81  | 73-76  | 96-77  | 100-71 |
| Norrköping Dolphins | 84-76  | 83-85   | 84-76   | 83:65  |       | 80-48 | 92-64  | 72-52  | 107-69 | 78-67  |
| Nässjö Basket       | 65:68  | 69:95   | 88-94   | 80-82  | 56-89 |       | 75:82  | 86-76  | 99-74  | 79-78  |
| Södertälje Kings    | 93-95  | 93-75   | 97:92   | 94-68  | 85-86 | 79:70 |        | 86-74  | 97:68  | 80-65  |
| Umeå BSKT           | 87:82  | 91-105  | 84:98   | 100-93 | 72:81 | 77-79 | 94:100 |        | 108:91 | 100:98 |
| Uppsala Basket      | 67-83  | 95:103  | 76-106  | 88:97  | 72:84 | 77:87 | 74-89  | 89-80  |        | 82-87  |
| Wetterbygden Stars  | 85:71  | 84:79   | 65-63   | 83:75  | 71:76 | 65:63 | 68-77  | 77-81  | 78-85  |        |

## Playoffs
|  | Quartas de final | Quartas de final    | Quartas de final    |              |   | Semifinais       | Semifinais | Semifinais |  |  | Final | Final            | Final |
|  |                  |                     |                     |              |   |                  |            |            |  |  |       |                  |       |
|  |                  |                     |                     |              |   |                  |            |            |  |  |       |                  |       |
|  | 1                | Södertälje Kings    | 3                   |              |   |                  |            |            |  |  |       |                  |       |
|  | 8                | Umeå BSKT           | 0                   |              |   |                  |            |            |  |  |       |                  |       |
|  | 8                | Umeå BSKT           | 0                   |              |   | Södertälje Kings | 4          |            |  |  |       |                  |       |
|  |                  |                     |                     |              |   | Södertälje Kings | 4          |            |  |  |       |                  |       |
|  |                  |                     | Jämtland Basket     | 2            |   |                  |            |            |  |  |       |                  |       |
|  | 4                | BC Luleå            | Jämtland Basket     | 2            | 2 |                  |            |            |  |  |       |                  |       |
|  | 4                | BC Luleå            |                     |              | 2 |                  |            |            |  |  |       |                  |       |
|  | 5                | Jämtland Basket     | 3                   |              |   |                  |            |            |  |  |       |                  |       |
|  |                  |                     |                     |              |   |                  |            |            |  |  |       | Södertälje Kings | 4     |
|  |                  |                     |                     | Borås Basket | 1 |                  |            |            |  |  |       |                  |       |
|  | 2                | Borås Basket        | 3                   |              |   |                  |            |            |  |  |       |                  |       |
|  | 7                | Wetterbygden Stars  | 1                   |              |   |                  |            |            |  |  |       |                  |       |
|  | 7                | Wetterbygden Stars  | 1                   |              |   | Borås Basket     | 4          |            |  |  |       |                  |       |
|  |                  |                     |                     |              |   | Borås Basket     | 4          |            |  |  |       |                  |       |
|  |                  |                     | Norrköping Dolphins | 2            |   |                  |            |            |  |  |       |                  |       |
|  | 3                | Norrköping Dolphins | Norrköping Dolphins | 2            | 3 |                  |            |            |  |  |       |                  |       |
|  | 3                | Norrköping Dolphins |                     |              | 3 |                  |            |            |  |  |       |                  |       |
|  | 6                | Nässjö Basket       | 0                   |              |   |                  |            |            |  |  |       |                  |       |

#### Quartas de final
| Time 1              | Série | Time 2             | 1º Jogo | 2º Jogo | 3º Jogo  | 4º Jogo | 5º Jogo  |
| ------------------- | ----- | ------------------ | ------- | ------- | -------- | ------- | -------- |
| Södertälje Kings    | 3 - 0 | Umeå BSKT          | 90 - 73 | 87 - 72 | 85 - 70  |         |          |
| BC Luleå            | 2 - 3 | Jämtland Basket    | 97 - 92 | 80 - 89 | 110 - 80 | 75 - 86 | 80 - 103 |
| Borås Basket        | 3 - 1 | Wetterbygden Stars | 98 - 64 | 80 - 64 | 93 - 94  | 74 - 61 |          |
| Norrköping Dolphins | 3 - 0 | Nässjö Basket      | 72 - 56 | 84 - 83 | 91 - 85  |         |          |

#### Semifinal
| Time 1           | Série | Time 2              | 1º Jogo | 2º Jogo  | 3º Jogo | 4º Jogo  | 5º Jogo | 6º Jogo | 7º Jogo |
| ---------------- | ----- | ------------------- | ------- | -------- | ------- | -------- | ------- | ------- | ------- |
| Södertälje Kings | 4 - 2 | Jämtland Basket     | 86 - 73 | 100 - 91 | 86 - 70 | 76 - 84  | 78 - 79 | 85 - 76 |         |
| Borås Basket     | 4 - 2 | Norrköping Dolphins | 69 - 52 | 67 - 85  | 95 - 74 | 108 - 65 | 57 - 86 | 90 - 82 |         |

#### Final
| Time 1           | Soma  | Time 2       | 1º Jogo | 2º Jogo | 3º Jogo | 4º Jogo | 5º Jogo | 6º Jogo | 7º Jogo |
| ---------------- | ----- | ------------ | ------- | ------- | ------- | ------- | ------- | ------- | ------- |
| Södertälje Kings | 4 - 1 | Borås Basket | 92 - 81 | 78 - 63 | 79 - 76 | 80 - 97 | 81 - 70 |         |         |

## Premiação
| Basketligan 2018-19           |
| Suécia                        |
| ----------------------------- |
| Södertälje Kings (12° título) |